# 張寶 (正德進士)
張寶（1474年—？），字君信，山西太原府盂縣人，民籍，明朝政治人物。

## 生平
正德五年（1510年）庚午科山西鄉試第十五名舉人。正德十二年（1517年）中式丁丑科會試第一百三十六名，登第三甲第一百五十名進士。刑部观政，授武义县知县，嘉靖元年（1522年）官河南臨漳縣知縣，卒。

## 家族
曾祖張貴；祖父張原；父張林，母劉氏；繼母高氏。严侍下。